# Ксенон
Ксенон (англ. xenon; нім. Xenon n) — хімічний елемент, символ Хе, ат. н. 54; атомна маса — 131,30. Одноатомний інертний газ без кольору і запаху. Густина 5,851 (у 4,5 разів важчий за повітря), tплав −111,8 °C, tкип −108,1 °C. Вміст ксенону в атмосфері становить 87 мільярдних за об'ємом.
У природних умовах сполуки ксенону невідомі, проте у лабораторних умовах синтезовано близько 100 різноманітних молекул.

## Історія

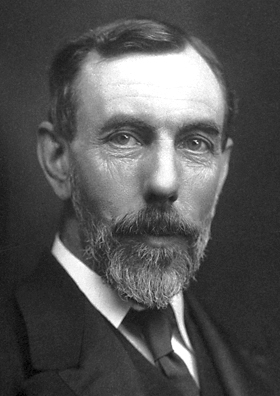
Вільям Рамзай

У 1894 році Вільям Рамзай і Джон Релей відкрили аргон — перший інертний газ, знайдений у атмосфері Землі, а наступного року Рамзай виділив гелій з мінералу клевеїту.
У 1898 році Рамзай, спільно з Морісом Треверсом відкрили неон, криптон і ксенон, розкладаючи на фракції зріджене повітря. Ксенон був відкритий останнім з них, 12 липня 1898 року, завдяки новій, більш потужній зріджувальній машині, що була надана вченим заможним промисловцем Людвігом Мондом. Завдяки новому апарату, Рамзаю і Треверсу вдалося зібрати велику кількість рідкого криптону, після чого стало зрозуміло, що у ньому присутня ще одна, більш важка фракція.
Рамзай запропонував назву «Ксенон» від грец. ξένος — чужинець, гість.
Втім, положення нових елементів у періодичній системі ще не було зрозумілим, і лише на початку 1900-х більшість хіміків, в числі яких і сам Менделєєв погодилися, що для цих елементів має бути виділений окремий стовпчик таблиці. Цікаво, що спочатку усі благородні гази знаходилися лівіше всіх елементів, у нульовій групі, проте після відкриття хімічних сполук ксенону їх перемістили в інший край таблиці.
У 1904 Вільям Рамзай отримав Нобелівську премію з хімії за відкриття інертних газів, в тому числі ксенону.
У 1933 році Лайнус Полінг припустив, що інертні гази можуть утворювати хімічні сполуки, і ксенон став першим інертним газом, для якого це було доведено експериментально: у 1962 році Ніл Бартлетт, що працював в цей час в університеті Британської Колумбії у Канаді, отримав сполуку XePtF6.
У 1962 році у Bell Labs був винайдений ксеноновий лазер.

## Присутність в природі
У земній атмосфері частка ксенону становить 86·10−9 за об'ємом і 4·10−7 за масою. У земній корі масова частка ксенону становить 2·10−11, а у морській воді — 5·10−12, а загалом у Всесвіті — 10−8.
Переважна більшість ксенону в сонячній системі утворилася після розпаду радіоактивних ізотопів йоду-129, плутонію-244 і урану-238. Ксенон менш розчинний у магмі ніж інші інертні гази, тому велика його кількість ще на ранніх етапах історії Землі вийшла в атмосферу, а потім розсіялася в космічному просторі. Цим пояснюється низька порівняно з іншими інертними газами кількість ксенону на Землі. З іншого боку, при високому тиску ксенон утворює сполуки з киснем, тому можливо, велика його кількість все ще похована в глибинах Землі. Втім, питання низького вмісту ксенону у земній корі (так званий «ксеноновий парадокс»), не вирішено до кінця.
Також, значний вклад у атмосферний ксенон зробили комети — за деякими даними, до однієї п'ятої усього атмосферного кисню було принесено ними.
Атмосферний ксенон є сумішшю 9 ізотопів:
| Атомна маса | Концентрація | Період напіврозпаду |
| ----------- | ------------ | ------------------- |
| 124         | 0.0952 %     | > 1,6×1014 років    |
| 126         | 0.0890 %     | ∞                   |
| 128         | 1.9102 %     | ∞                   |
| 129         | 26.4006 %    | ∞                   |
| 130         | 4.0710 %     | ∞                   |
| 131         | 21.232 %     | ∞                   |
| 132         | 26.9086 %    | ∞                   |
| 134         | 10.4357 %    | > 5,8×1022 років    |
| 136         | 8.8573 %     | > 2,4×1021 років    |

Усього ж відомо 49 ізотопів ксенону з атомними масами від 108 до 148, 8 з яких — метастабільні.

## Фізичні властивості
За нормальних умов ксенон є газом без кольору і запаху. Ксенон зріджується при 166 К, а твердішає при 161, тобто діапазон, у якому він є рідким становить усього п'ять градусів. Рідкий і твердий ксенон також не мають кольору, і виглядають як звичайні вода і лід.
Густина рідкого ксенону становить 2,94 а твердого — 3,39 г/см3. Потрійна точка ксенону — 163 К, критична температура — 289,5 К, критичний тиск — 60 бар.
Показник заломлення ксенону складає 1,00070213, рідкого — 1,4 а твердого — 1,47 (для видимого світла, для ультрафіолетового з довжиною хвилі 178 нм — 1,56 і 1,79 відповідно).
Швидкість звуку у ксеноні становить усього 178 м/с, через це, якщо вдихнути ксенон і говорити, голос буде здаватись значно нижчим (ефект обернений до ефекту від вдихання гелію).

## Хімічні властивості
Хоча довгий час вважалося, що ксенон абсолютно інертний, у 1962 була отримана перша сполука з ним, XePtF6, після чого була отримані кілька фторидів ксенону XeF2, XeF4 і XeF6. Фтор — єдиний елемент, що реагує з ксеноном безпосередньо відносно легко (оксиди ксенону Xe2O5 і Xe3O2 були отримані прямим поєднанням кисню і ксенону лише у 2016 році, для чого потрібно було досягти тиску у мільйон атмосфер), проте фториди ксенону можуть реагувати з іншими речовинами утворюючи різноманіття сполук. Наприклад, дифторид ксенону реагує з водою у кислому середовищі, утворюючи оксид ксенону XeO3, а гексафторид ксенону — ксенонисту кислоту H2XeO4.
Наразі відомі оксиди ксенону Xe2O5, Xe3O2, XeO3, XeO4, XeO2. Оксиди ксенону є нестійкими, і легко розкладаються з вибухом. Розчини фторидів ксенону є дуже сильними окисниками.
За надвисоких тисків ксенон є більш реакцієздатним, наприклад, при тиску у 50 ГПа він вступає в пряму реакцію з льодом, утворюючи сполуку Xe4H12O12. Існують гіпотези, що при тиску у 250 ГПа ксенон може сполучатись з залізом. Ці реакції, можливо, відбуваються у надрах Землі і таких планет як Нептун і Уран.
Відома сполука, у якій атоми ксенону утворюють зв'язок один з одним: Хе2Sb4F21. Загалом відомо понад 100 сполук ксенону.
Також, ксенон може утворювати клатрати — структури, у яких атом ксенону хоча і не утворює хімічного зв'язку з іншими атомами, проте затиснений у порожнинах кристалічної ґратки і фізично тримається нею. Наприклад, з водою він утворює сполуку Xe·5,75H2O.

## Отримання
Отримують фракційним розділенням (ректифікацією) рідкого повітря. У 2018 році було спожито більш ніж 17,5 мільйонів літрів ксенону — в 15 разів більше ніж у 1975. Загальна кількість ксенону в атмосфері становить 2 трильйони тонн.
Ціна на ксенон коливається від 5 до 30 доларів за літр.
Серед компаній-виробників ксенону найбільшими є Air Liquide, Iceblick, Praxair, Linde Group, Chromium, Air Product, Messer Group, Cryogenmash, Air Water, Coregas, Wisco Gases, Shougang Oxygen, BOC-MA Steel Gases, Hangyang і Shanghai Qiyuan. Основними споживачами ксенону є Західна Європа і Північна Америка.

## Застосування

### Освітлення

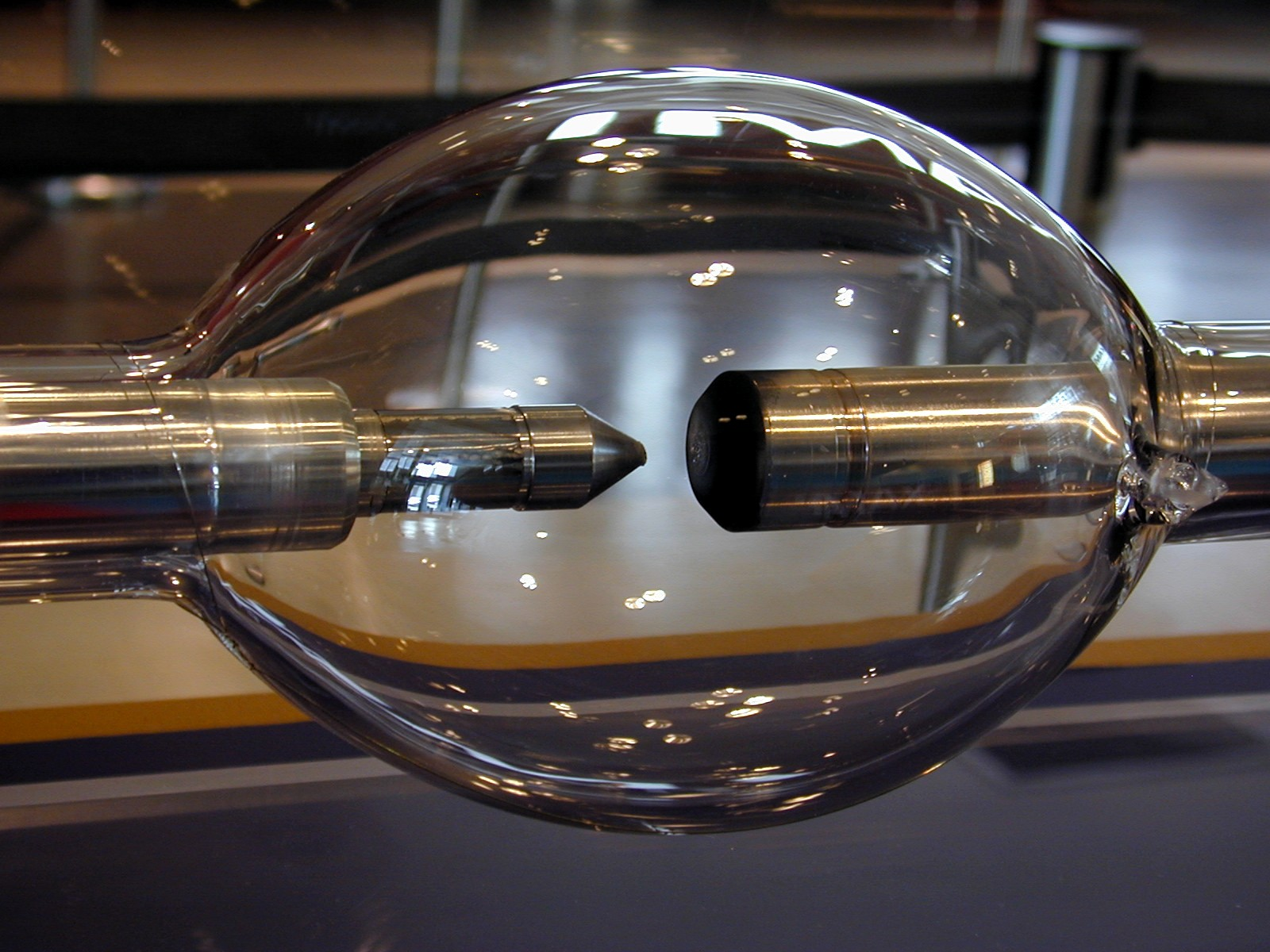
15-кіловатна дугова лампа в проекторі IMAX

Газорозрядні ксенонові лампи використовуються у автомобільних фарах. Значно більш яскраві дугові ксенонові лампи використовуються для освітлення великих приміщень, у проекторах технології IMAX і навіть для приманювання кальмарів рибалками. Ксенонові лампи-спалахи використовуються у фотоапаратах і стробоскопах.
Ксенонові лампи випромінюють блакитне світло, спектр якого є широким, подібним до спектру сонячного випромінення біля поверхні Землі. Потужність таких ламп може досягати 100 кіловат.

### Ракетне паливо

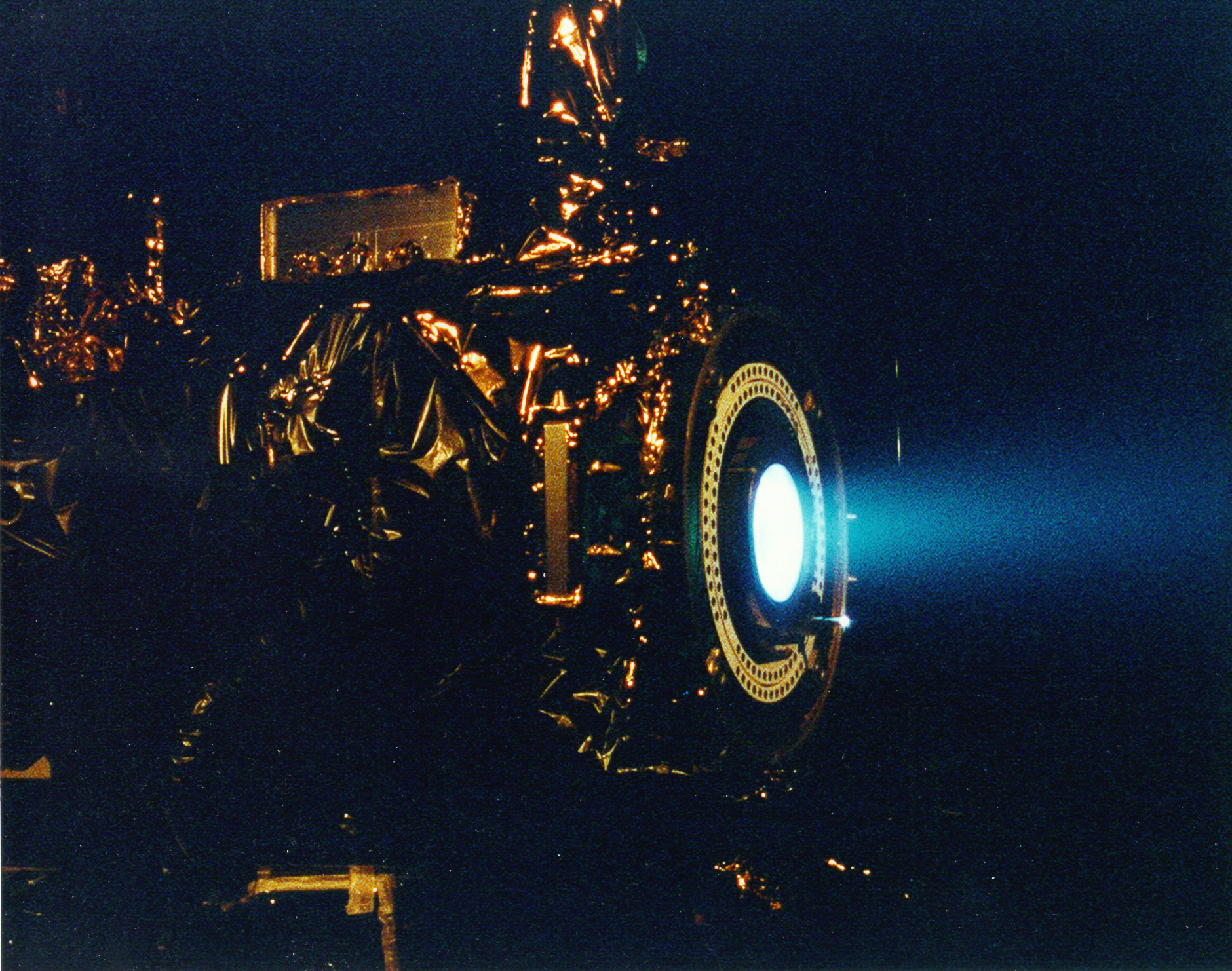
Випробовування ксенонового іонного двигуна

Іонні двигуни нерідко використовують ксенон у якості робочого тіла, через його велику атомну масу, низьку енергію іонізації і хімічну стійкість. Такі двигуни є вдесятеро більш ефективними ніж звичайні, хімічні, завдяки високій швидкості витікання, проте максимальна тяга, яку вони здатні розвивати становить лише сотні міліньютонів, тому такі двигуни використовуються NASA для коректувань орбіт супутників. Наразі більш ніж 100 геостаціонарних супутників використовують іонні двигуни для стабілізації орбіти.

### Лазерна техніка
Ексимерний лазер на основі ксенону має довжину випромінюваного світла 176 нанометрів (ультрафіолетові хвилі) і використовується, для проведення ЯМР-спектроскопії, фотолітографії, лікування хвороб шкіри і наукових досліджень.

### Детектори темної матерії
Експеримент LUX з пошуку слабко взаємодіючих частинок темної матерії, що працює з 2014 року, в якості робочого тіла детектору використовує 370 кілограмів рідкого ксенону.

### Медицина
В 2000 році, мільйон літрів ксенону було спожито у медичних цілях. Половина з них були використані для анестезії. Однією з причин такого ефекту є те, що ксенон є інгібітором NMDA-рецепторів і нікотинових рецепторів. Також ксенон має нейропротекторні властивості.
Радіоізотоп ксенон-133 використовується у ядерній медицині для дослідження легенів.
Протираковий препарат фторурацил може виготовлятися шляхом окиснення урацилу дифторидом ксенону

### Атомна енергетика
Ксенон-135 постійно утворюється у ядерних реакторах. Цей ізотоп є найефективнішим відомим поглиначем нейтронів (переріз реакції складає 2,6 млн. барн), тому навіть невеликі його кількості перешкоджають нормальній роботі реактора. Режим роботи реактора спеціально налаштовують таким чином, щоб запобігати накопиченню ксенону.